# Mikrointervall
Als Mikrointervall wird in der musikalischen Akustik ein Tonhöhenabstand (Intervall) bezeichnet, der kleiner als ein Halbtonabstand ist. In der Regel ist das unterteilte Intervall die Oktave. Jede Oktave in einem entsprechenden Tonsystem enthält jedoch nicht zwingend mehr als zwölf Tonstufen. Die Frequenzen der Töne können logarithmische Abstände haben. Oft sind Mikrointervalle auch definierte ungleich große Abstände innerhalb einer Oktave. 
Die Maßeinheit für Mikrointervalle in der Musik ist das Cent, ein Hundertstel eines Halbtones oder ein Eintausendzweihundertstel einer Oktave.

## Intervalle der menschlichen Hörphysiologie
Die menschliche Distinktionsfähigkeit von Tonhöhenunterschieden ist begrenzt. 
Das musikalisch geschulte menschliche Ohr kann in den Frequenzbereich von 
- 16 bis 500 Hz ca. 270 Tonstufen im linearen Abstand von 1,8 Hz und von
- 500 bis 15.000 Hz ca. 350 Tonstufen im logarithmischen Abstand von 3 Cent unterscheiden.

Der Kammerton, das a1 der Stimmgabel mit 440 Hz, kann also zwischen 440,5 und 439,5 Hz liegen, ohne dass ein Unterschied (nacheinander angeschlagen) hörbar wäre.

## Verwendung
Mikrointervalle haben musizierpraktische Bedeutung in den Tonleitern der Neuen Musik, Viertelton-Musik und in verschiedenen außereuropäischen Musikkulturen. Auch Sechsteltonschrittfolgen und Zwölfteltonsysteme wurden in der europäischen Musik (etwa durch Alois Hába) erprobt.
Mikrointervalle werden auch als Maßeinheit verwendet, um zwei verschiedene Tonleitern relativ miteinander zu vergleichen (siehe Intonation).